# セス・マイケルソン
セス・マイケルソン（Seth Michelson、1975年-）は、アメリカ合衆国の詩人、翻訳者、詩学の教授である。

## 学歴
彼はジョンズ・ホプキンズ大学で学士号を得、詩学の修士号はサラ・ローレンス大学で 、比較文学の博士号は南カリフォルニア大学で取得した。

## 詩に関する著作活動
彼にはオリジナル詩、翻訳詩、詩のアンソロジーの著作が16冊ある。 
彼は「対立を通して変容を求める」ことで評価されており、彼の詩は「愛の認識ｰｰ家族の愛、言葉と詩への愛、音楽と自然への愛に満ちている。そしておそらく愛を通して私たちは将来に直面する大きな脅威に立ち向かう強さを得られるのだ」。 
彼の教育、著作、そして翻訳は、不公正に対して思いやりを持って話しかけている。これには彼の女性詩人の翻訳や、投獄された人々への働きかけが含まれる。後者については研究者で批評家のモンテ・フーが、「セス・マイケルソンの『アメリカを夢みる』までは、投獄された若者たちの生活にのみ焦点を当てた本は無かった」と述べている。
彼の近年の著作は、英語によるオリジナル詩『火の中を泳ぐ』（Swimming Through Fire） (2017年)で、ヴィダ・オニェノビッチにより2020年セルビア語に翻訳されている。
彼の最新作は、スペイン語のオリジナル詩『レンゴ』（Rengo） (2022年)である。
彼の最新の詩の本の翻訳書は、『常夏の太陽』（The Sun of Always） (2022年)で、マプチェ語、スペイン語、英語の3か国語の詩が収録されている。

## アメリカを夢みる
マイケルソンは詩を収集し、編集し、翻訳して『アメリカを夢みる：凶悪犯用刑務所に入れられた身分証明書なき若者の声』（2017年）というアンソロジーにまとめた。これらの詩は、アメリカの最も制限の厳しい移民収容所の中にある、不法滞在で身寄りのない若者のための施設で、彼が創設し3年にわたり指導した詩のワークショップで集められたものである。
この本は広く賞賛され、学術および一般の場で評価を受けた。高校や大学の教材となり、国内外の多くの機会にABCニュース、NPR、BBC、そしてウルグアイのデイリー紙で報道された。日本でも四元康祐が日本経済新聞コラムでとりあげた。『アメリカを夢みる』は世界各国のブックフェアで紹介され、演劇や音楽にも翻案された。売上金は全て不法滞在で収監された若者のための弁護基金に積み立てられている。

## 翻訳活動
翻訳者として、マイケルソンは主にラテンアメリカの女性の詩に焦点を当てている。彼が翻訳した詩の書籍には、アルゼンチンの詩人タマラ・カメンザインの『ゲットー』（2011年、2018年）、ウルグアイの詩人メリッサ・マチャドの『赤い歌』、ビクトリア・エストールの『roly poly』、アルゼンチンの詩人ズレマ・モレの『災害からの詩』が含まれている。
彼はまた、国立芸術基金からの助成金を得てマプチェ族の詩人リリアナ・アンカラオの詩を翻訳した。その結果出されたのが『大空の女性たち』（2020年）で、アルゼンチンの女性マプチェ族の単独著作が初めて英語に翻訳されたものとなった。この本にはマプチュ語、スペイン語、英語の3か国語で詩が収録されている。
ラテンアメリカ以外では、マイケルソンはインドの詩人ラティ・サクセナの2冊『外国を夢みる』（2014年）と『流れにのって書く』（2017年）、イスラエルの詩人アミール・オアの『翼』（2018年）を翻訳している。

## 教育活動
マイケルソンは現在ヴァージニア州レキシントンにあるワシントン・アンド・リー大学で教えており、そこには彼が創設し主導している詩学研究センターがある。

## 著作

### 詩作品
- Rengo (2022) ISBN 978-9915-656-63-2
- Swimming through Fire (2017) ISBN 978-1-941209-51-6
- Eyes Like Broken Windows (2012) ISBN 978-1-935708-55-1
- House in a Hurricane (2010)
- Kaddish for My Unborn Son (2009)
- Maestro of Brutal Splendor (2005)

### 詩の翻訳
- The Sun of Always by Liliana Ancalao, Puelmapu (2022) ISBN 978-1-7329363-9-3
- Women of the Big Sky by Liliana Ancalao, Puelmapu (2020) ISBN 978-1-944585-43-3
- The Ghetto by Tamara Kamenszain, Argentina (2018) ISBN 978-0-9969134-8-5
- Wings by Amir Or, Israel (2018) ISBN 978-1-944697-55-6
- The Red Song by Melisa Machado, Uruguay (2018) ISBN 978-0-900575-98-3
- Scripted in the Streams by Rati Sxena, India (2017)
- Poems from the Disaster by Zulema Moret, Argentina (2016) ISBN 978-84-7839-641-2
- roly poly by Victoria Estol, Uruguay (2014)
- Dreaming in Another Land by Rati Saxena, India (2014)
- El Ghetto/The Ghetto: A Bilingual Edition by Tamara Kamenszain, Argentina (2011) ISBN 0-9788231-6-8

### アンソロジー
- Dreaming America: Voices of Undocumented Youth in Maximum-Security Detention (2017) ISBN 978-0-9859468-9-0